# 瓊·洛德
強納森·道格拉斯·洛德（英語：Jonathan Douglas Lord，1941年6月9日—2012年7月16日），暱稱瓊·洛德（Jon Lord），生於英國英格蘭萊斯特，著名作曲家、鋼琴家、與電子琴（Hammond organ）演奏家，將古典音樂與巴洛克音樂曲風融入搖滾之中，曾任深紫樂團與白蛇樂團（Whitesnake）的鍵盤手。